# Mirador del Río
Pour les articles homonymes, voir Mirador.

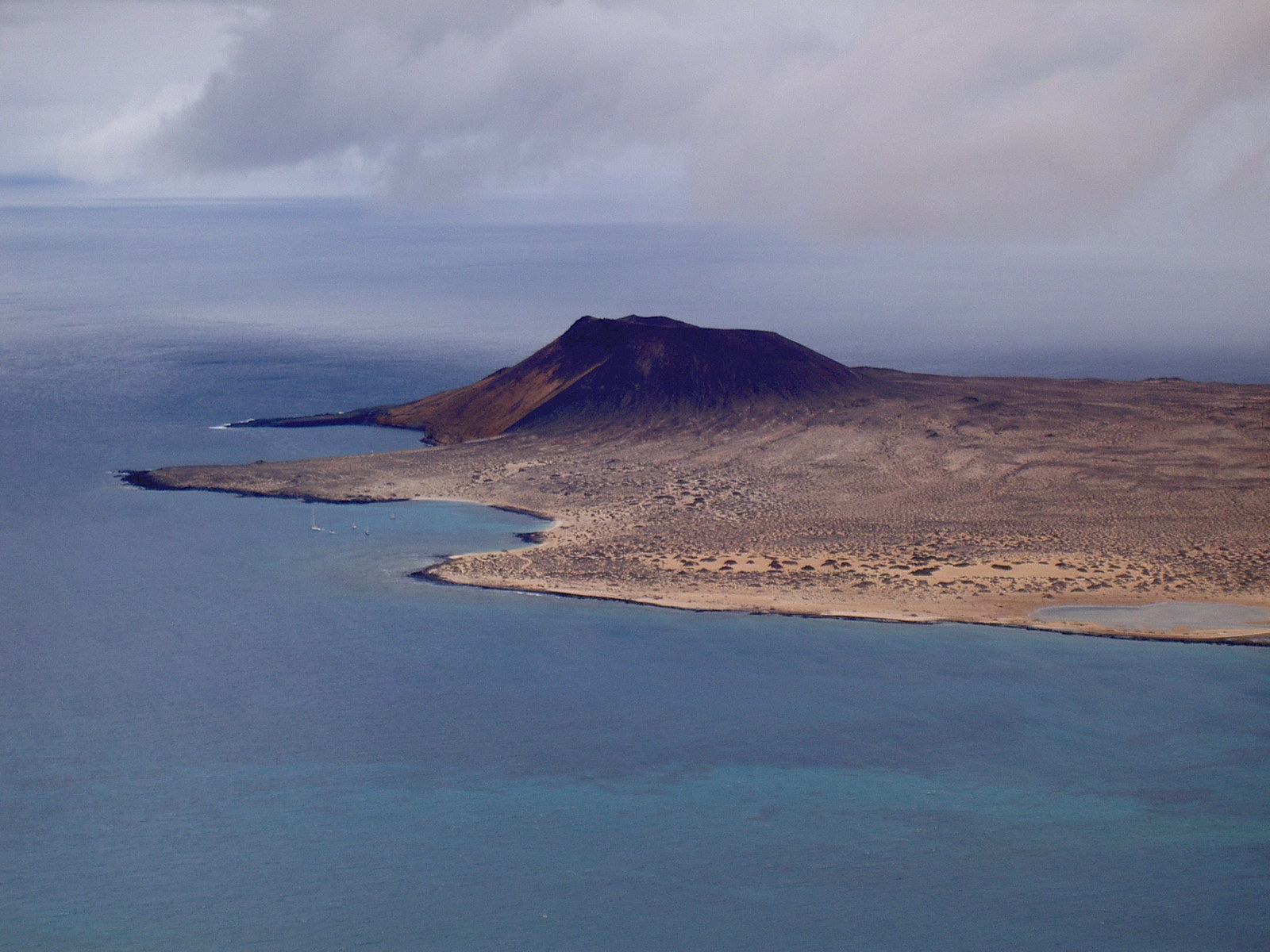
Vue de la Grasiosa depuis le Mirador del Río.

Le Mirador del Río est un point de vue remarquable situé à l'extrême nord de l'île de Lanzarote (îles Canaries). Il a été aménagé par l'artiste et architecte César Manrique, lui-même originaire de Lanzarote.

## Description
Le Mirador del Río se situe sur un promontoire de roches volcaniques qui surplombe la mer d'une hauteur de 475 m. L'aménagement a été imaginé en 1973 par César Manrique, en collaboration avec Jésus Soto (es) et l'architecte Eduardo Caceres, et son inauguration officielle a eu lieu en 1974. L'aménagement du site a été réalisé dans le style typique de Manrique, c'est-à-dire complètement intégré à son environnement naturel et dépourvu d'angles droits. Il héberge un café doté de grandes vitres panoramiques, une boutique de souvenirs et une plateforme panoramique.
Le site fait partie des grandes attractions touristiques de Lanzarote car il permet de jouir d'une vue époustouflante sur l'archipel de Chinijo qui se situe au-delà du détroit large d'environ deux kilomètres, surnommé Río en espagnol, qui sépare l'île de sa voisine La Graciosa. Au pied de la falaise se trouve un des plus anciens marais salants des Canaries.
Au cours de la guerre hispano-américaine, à la fin du XIXe siècle, des batteries d'artillerie furent installées à l'emplacement du Mirador del Río dont des vestiges sont encore visibles à l'est du point de vue.

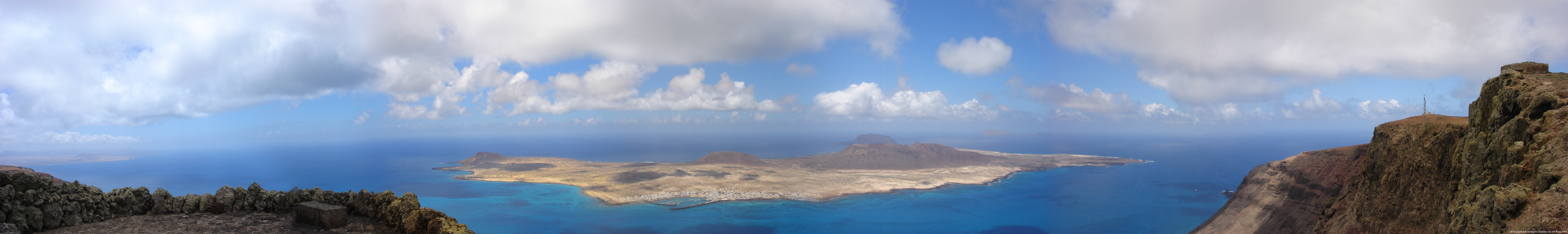
Vue panoramique sur La Graciosa depuis le Mirador del Rio

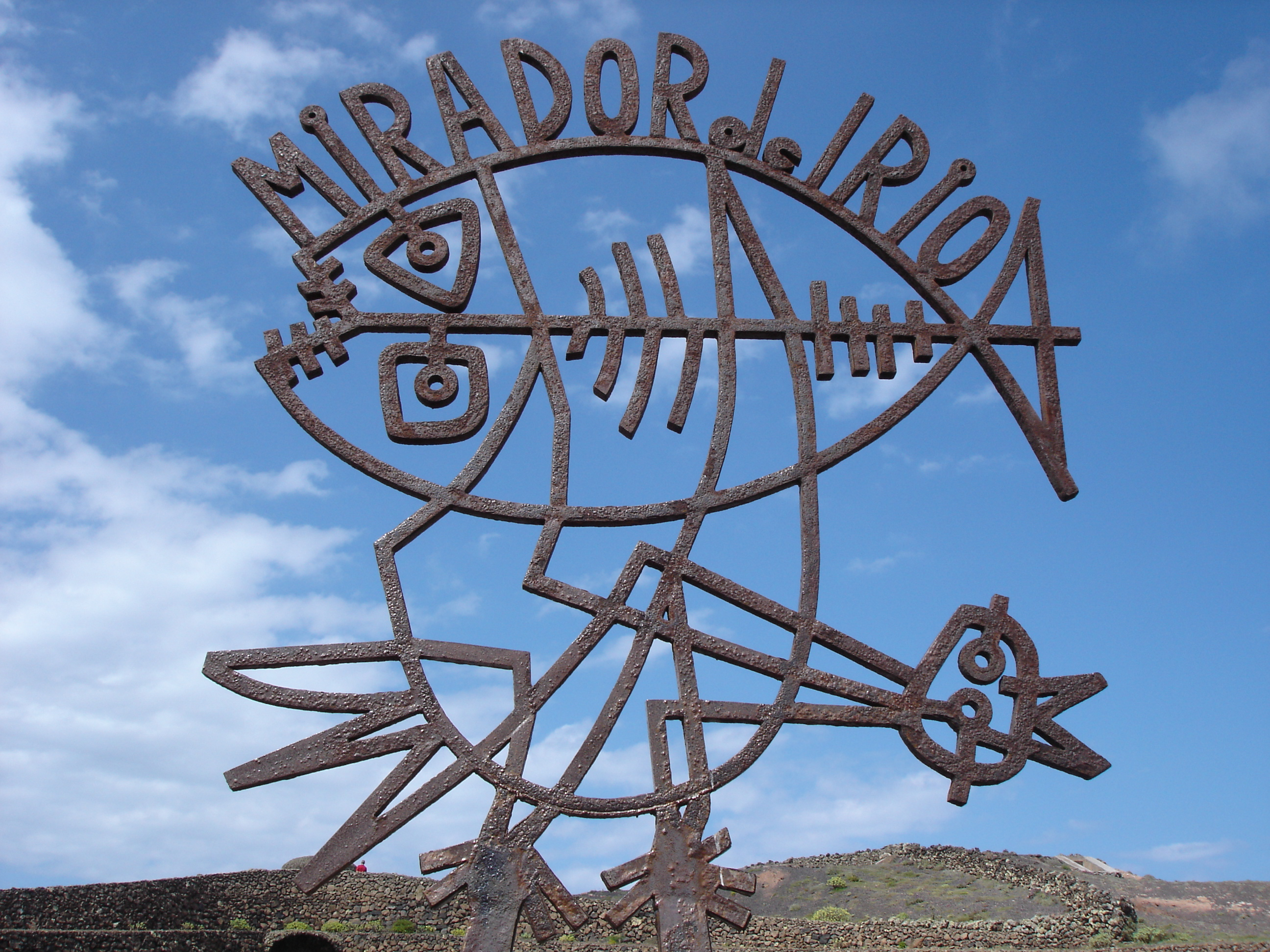
Enseigne du Mirador del Río.
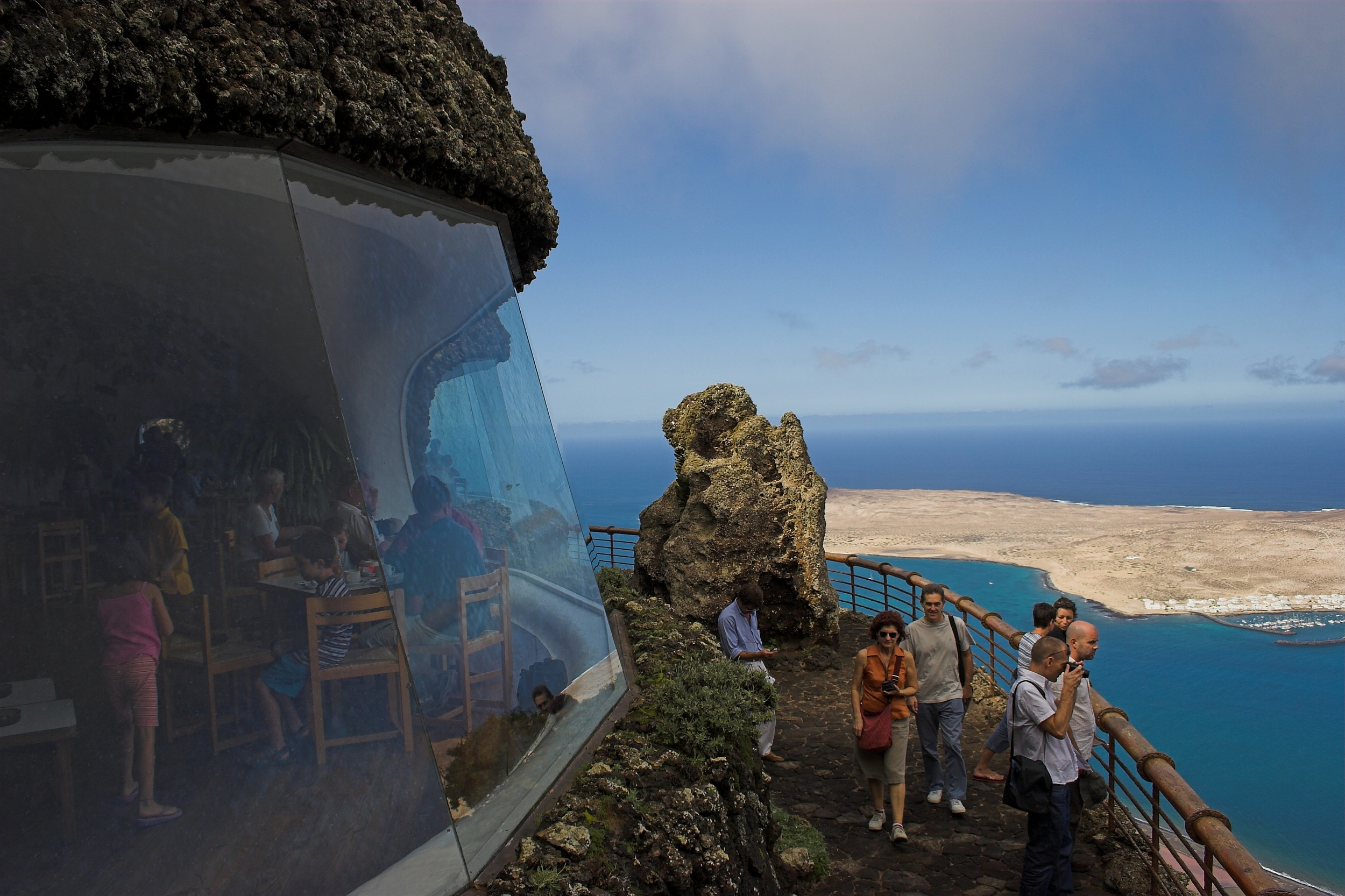
Vue sur l'île de La Graciosa
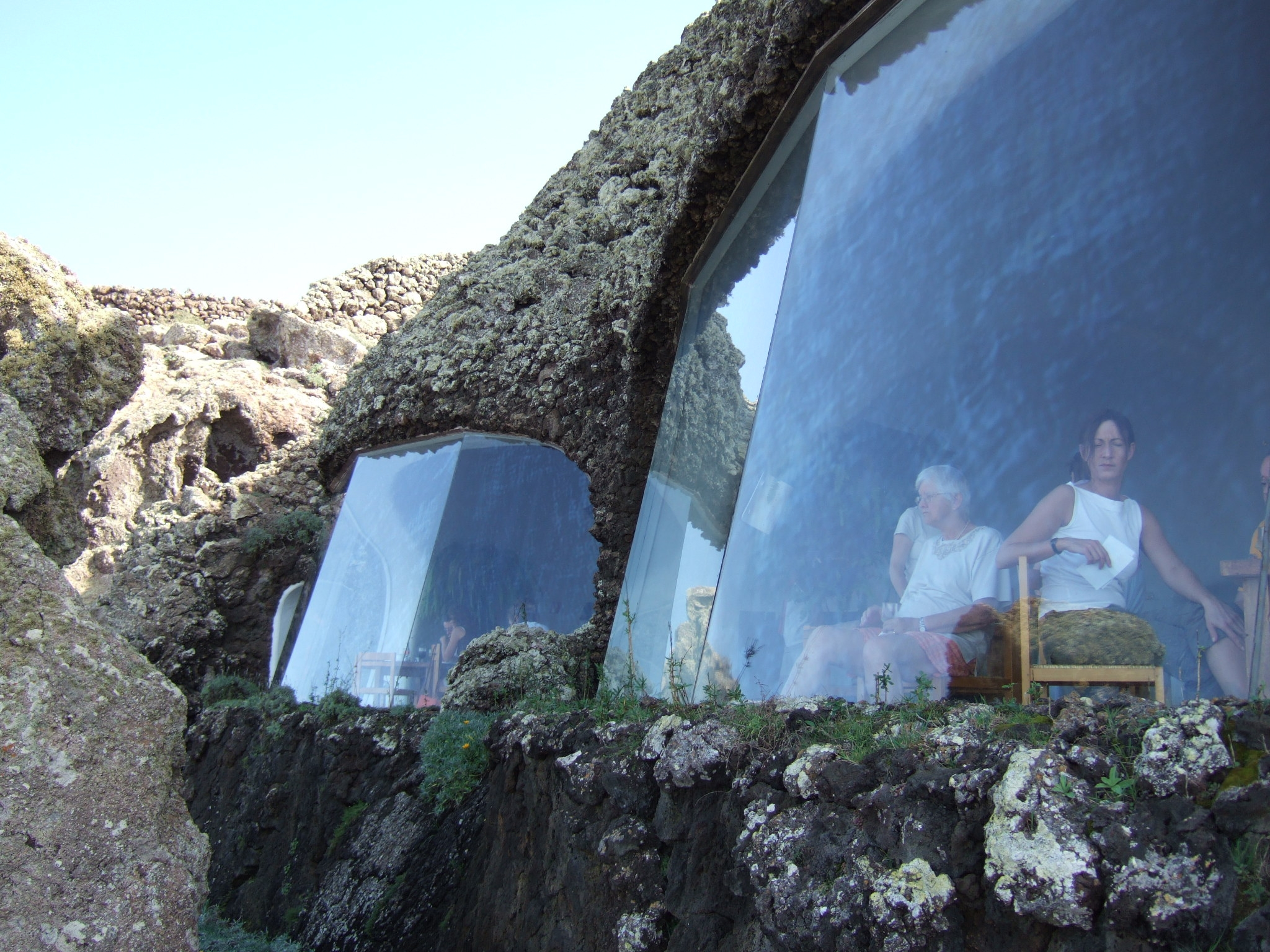
Une architecture intégrée à la nature...
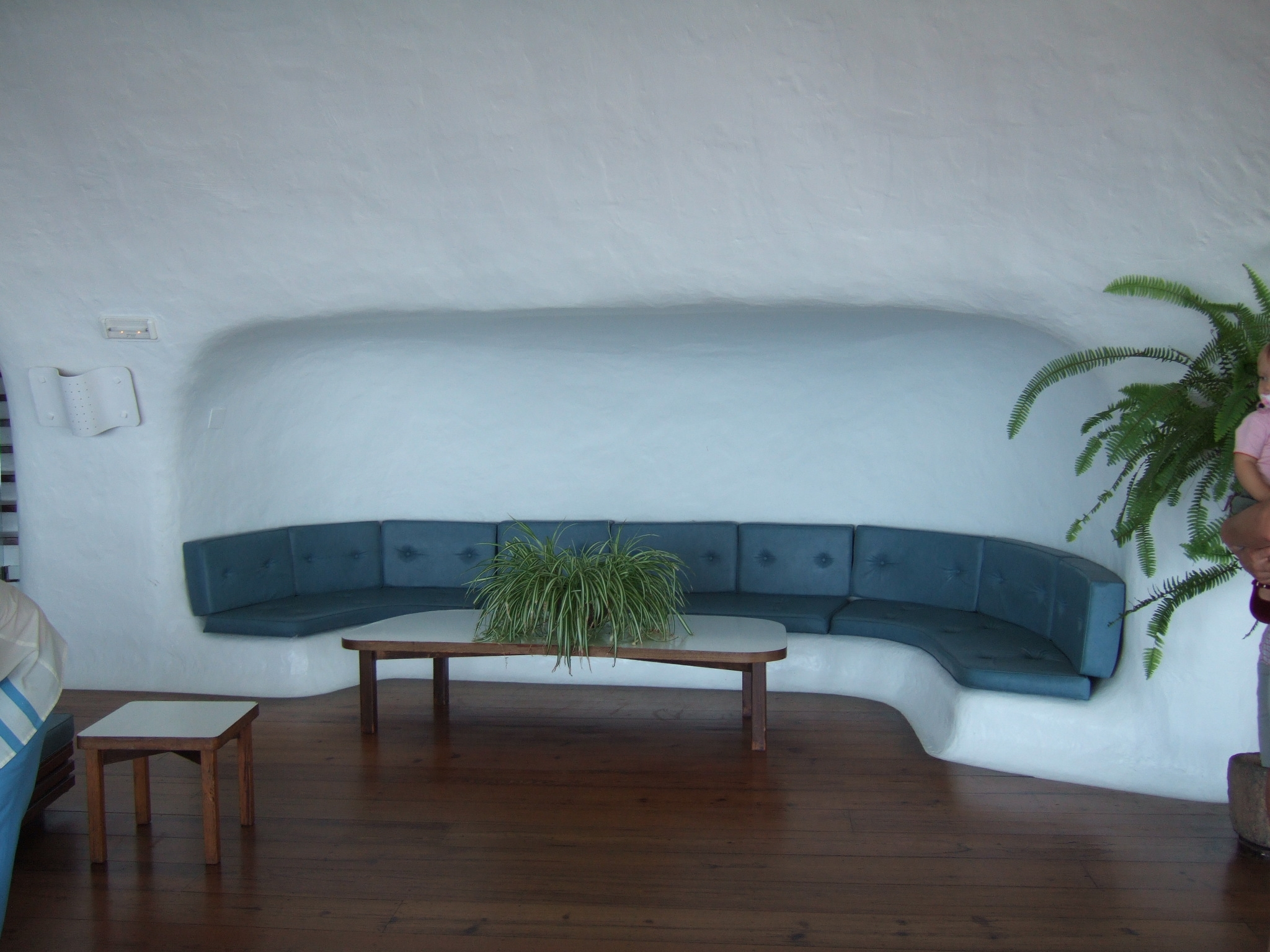
Banquette
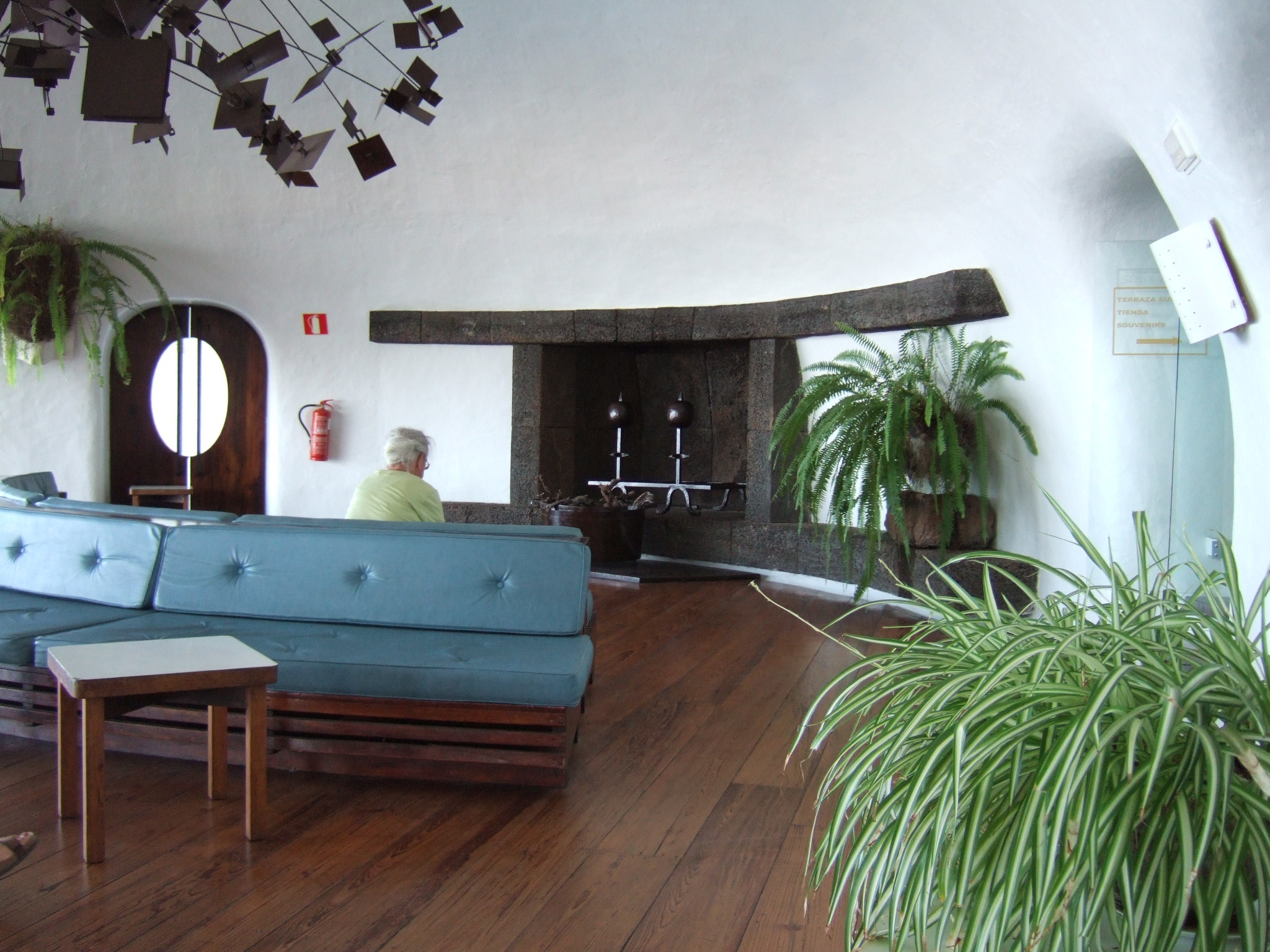
Cheminée